# Michele Casagrande
Michele Casagrande (4 de octubre de 1984) es un deportista italiano que compitió en ciclismo de montaña en la disciplina de campo a través. Ganó una medalla de oro en el Campeonato Europeo de Ciclismo de Montaña de 2012, en la prueba por relevos.

## Palmarés internacional
| Campeonato Europeo | Campeonato Europeo | Campeonato Europeo | Campeonato Europeo         |
| Año                | Lugar              | Medalla            | Competición                |
| ------------------ | ------------------ | ------------------ | -------------------------- |
| 2012               | Moscú (Rusia)      | Medalla de oro     | Campo a través por relevos |